# SEAT Open 1998
SEAT Open 1998 — жіночий тенісний турнір, що проходив на закритих кортах з килимовим покриттям в Люксембурзі (Люксембург). Належав до турнірів 3-ї категорії в рамках Туру WTA 1998. Відбувсь утретє і тривав з 26 жовтня до 31 жовтня 1998 року. Друга сіяна Марі П'єрс здобула титул в одиночному розряді й заробила 27 тис. доларів.

## Фінальна частина

### Одиночний розряд
Марі П'єрс —  Сільвія Фаріна 6–0, 2–0 знялась.
- Для П'єрс це був 6-й титул за сезон і 17-й — за кар'єру.

### Парний розряд
Олена Лиховцева /  Ай Суґіяма —  Лариса Нейланд /  Олена Татаркова 6–7, 6–3, 2–0 (Нейланд і Татаркова знялися)
- Для Лиховцевої це був 2-й титул за сезон і 4-й — за кар'єру. Для Суґіями це був 4-й титул за сезон і 8-й — за кар'єру.